# 共和共产主义网络
共和共产主义网络（英語：Republican Communist Network）是苏格兰的一个共产主义组织。1998年，该组织参与创建苏格兰社会党。2012年，该组织正式退出苏格兰社会党。目前，该组织积极参与激进独立运动。该组织出版刊物《自立和解放》，每四个月发行一期。